# Black-Küste
Koordinaten: 72° S, 62° W
Die Black-Küste ist ein Küstenabschnitt im Osten des antarktischen Palmerlands. Er liegt zwischen dem Kap Boggs und dem Kap Mackintosh. Nördlich schließt sich die Wilkins-Küste an, und im Süden die Lassiter-Küste.
Die Küste wurde bei einem Erkundungsflug am 30. Dezember 1940 während der United States Antarctic Service Expedition (1939–1941) entdeckt und fotografiert. Benannt ist sie nach Richard Blackburn Black (1902–1992), der bei dieser Forschungsreise den besagten Erkundungsflug sowie die East Base auf der Stonington-Insel geleitet hatte.